# Henrik Westerlund
Paul Gustav Henrik Westerlund, född 18 augusti 1926 i Nurmijärvi, död 22 juni 2016 i Pernå, var en finländsk politiker (Svenska folkpartiet) och jordbrukare.
Westerlund utexaminerades som agrolog 1946. Han var 1966–1995 riksdagsledamot, invald främst med de östnyländska lantbrukarnas röster. Han var 1974–1984 ordförande i Svenska folkpartiets riksdagsgrupp. År 1995 förlänades han riksdagsråds titel.